# Menopygus
Menopygus is een geslacht van uitgestorven zee-egels uit de klasse van de Echinoidea. Exemplaren van dit geslacht zijn slechts als fossiel bekend.

## Soort
- Menopygus hebbriensis Lambert, 1933 †